# Badminton na Letnich Igrzyskach Olimpijskich 2020 – kwalifikacje
W kwalifikacjach do badmintona na Letnich Igrzyskach Olimpijskich 2020 dostępnych jest 172 miejsc. Okres kwalifikacji olimpijskich trwa od 29 kwietnia 2019 do 25 kwietnia 2021.
Międzynarodowej Federacji Badmintona, do przydzielania miejsc posłużyła lista rankingowa, której publikacja zaplanowana jest na 29 kwietnia 2021 roku. Narody mogą zgłosić maksymalnie dwóch graczy, każdy w grze pojedynczej mężczyzn i kobiet, jeśli obaj znajdują się w pierwszej szesnastce świata; w przeciwnym razie jedno miejsce do czasu skompletowania listy trzydziestu ośmiu graczy. Podobne przepisy obowiązują również zawodników rywalizujących w grze podwójnej, ponieważ NKOl (Narodowe Komitety Olimpijskie) mogą zgłosić maksymalnie dwie pary, jeśli oba są w pierwszej ósemce, podczas gdy pozostałe NKOl mają prawo do jednej, aż do limitu 16 najwyższych. pary w rankingu są wypełnione. 

## Normy kwalifikacyjne
Kwalifikacja do tych gier będzie oparta na liście rankingowej BWF, która zostanie opublikowana 29 kwietnia 2021 r., Zawierającej łącznie 16 par w każdym turnieju deblowym oraz wstępny przydział 38 graczy w każdym turnieju pojedynczym według następujących kryteriów: 
- Syngiel:
  - Klasyfikacja 1-16: Gracze są brani po kolei. Narodowy Komitet Olimpijski może zgłosić maksymalnie 2 graczy, pod warunkiem, że obaj są w pierwszej 16.
  - Ranking 17 i niższy: Gracze są brani po kolei. Narodowy Komitet Olimpijski może zgłosić maksymalnie 1 gracza.
- Debel:
  - Klasyfikacja 1–8: Pary są brane po kolei. Narodowy Komitet Olimpijski może zgłosić maksymalnie 2 pary, pod warunkiem, że obie pary znajdują się w pierwszej ósemce.
  - Klasyfikacja 9 i niżej: Pary są brane po kolei. Narodowy Komitet Olimpijski może zgłosić maksymalnie 1 parę.

Każda z pięciu konfederacji kontynentalnych będzie miała zagwarantowane co najmniej jedno wejście w każdej imprezie gry pojedynczej i deblowej (nazywa się to systemem Continental Representation Place). Jeśli nie zostanie to spełnione przez opisaną powyżej metodę selekcji, zakwalifikuje się gracz lub para o najwyższym rankingu z danego kontynentu. Narodowy Komitet Olimpijski może zakwalifikować graczy lub pary w maksymalnie dwóch wydarzeniach poprzez system Continental Representation Place; jeśli Narodowy Komitet Olimpijski kwalifikuje się do więcej niż dwóch wydarzeń w systemie Continental Representation Place, NKOl musi wybrać, które z nich zostaną zakwalifikowane, a odrzucone miejsce zostanie zaoferowane następnemu uprawnionemu graczowi lub parze. 
Kraj-gospodarz Japonia jest uprawniona do zgłoszenia mężczyzny i kobiety badmintona w każdym z turniejów singlowych, ale więcej niż dwóch graczy może zostać dopuszczonych, jeśli spełnią wymagania kwalifikacyjne. W międzyczasie sześć miejsc jest dostępnych dla kwalifikujących się Narodowych Komitetów Olimpijskich poprzez zaproszenie Komisji Trójstronnej, po trzy w singlach mężczyzn i kobiet. Miejsca na zaproszenia Komisji Trójstronnej liczą się w systemie Continental Representation Place. 
Dla każdego gracza, który zakwalifikuje się zarówno w turnieju deblowym, jak i pojedynczym, niewykorzystane miejsce zostanie przydzielone następnemu najlepiej sklasyfikowanemu uprawnionemu sportowcowi danej płci w turniejach pojedynczych na liście rankingowej BWF z dnia 29 kwietnia 2021 r. zapewnia, że w sumie 86 mężczyzn i 86 kobiet kwalifikuje się, a pola poszczególnych wydarzeń zwiększają się z 38, aby pomieścić dodatkowych graczy. 

## Ranking podsumowania
Całe wydarzenie zostało przełożone i przełożone z powodu pandemii COVID-19 .
| QR | WR | Gracz                    | Kraj                    |
| -- | -- | ------------------------ | ----------------------- |
| 1  | 1  | Kento Momota             | Japonia (JPN)           |
| 2  | 2  | Chou Tien-chen           | Chińskie Tajpej (TPE)   |
| 3  | 3  | Anders Antonsen          | Dania (DEN)             |
| 4  | 4  | Anthony Sinisuka Ginting | Indonezja (INA)         |
| 5  | 5  | Chen Long                | Chiny (CHN)             |
| 6  | 6  | Viktor Axelsen           | Dania (DEN)             |
| 7  | 7  | Jonatan Christie         | Indonezja (INA)         |
| 8  | 8  | Ng Ka Long               | Hongkong (HKG)          |
| 9  | 9  | Lee Zii Jia              | Malezja (MAS)           |
| 10 | 10 | Wang Tzu-wei             | Chińskie Tajpej (TPE)   |
| 11 | 11 | Shi Yuqi                 | Chiny (CHN)             |
| 12 | 12 | Kanta Tsuneyama          | Japonia (JPN)           |
| 13 | 13 | B. Sai Praneeth          | Indie (IND)             |
| 14 | 15 | Kantaphon Wangcharoen    | Tajlandia (THA)         |
| 15 | 31 | Heo Kwang-hee            | Korea Południowa (KOR)  |
| 16 | 33 | Loh Kean Yew             | Singapur (SGP)          |
| 17 | 36 | Mark Caljouw             | Holandia (NED)          |
| 18 | 37 | Brice Leverdez           | Francja (FRA)           |
| 19 | 43 | Misha Zilberman          | Izrael (ISR)            |
| 20 | 47 | Pablo Abián              | Hiszpania (ESP)         |
| 21 | 48 | Toby Penty               | Wielka Brytania (GBR)   |
| 22 | 49 | Ygor Coelho de Oliveira  | Brazylia (BRA)          |
| 23 | 50 | Jason Ho-shue            | Kanada (CAN)            |
| 24 | 52 | Felix Burestedt          | Szwecja (SWE)           |
| 25 | 59 | Nhat Nguyen              | Irlandia (IRL)          |
| 26 | 61 | Ade Resky Dwicahyo       | Azerbejdżan (AZE)       |
| 27 | 63 | Nguyễn Tiến Minh         | Wietnam (VIE)           |
| 28 | 64 | Sergey Sirant            | Rosja (RUS)             |
| 29 | 65 | Kai Schäfer              | Niemcy (GER)            |
| 30 | 70 | Lino Muñoz               | Meksyk (MEX)            |
| 31 | 72 | Kevin Cordón             | Gwatemala (GUA)         |
| 32 | 75 | Georges Paul             | Mauritius (MRI)         |
| 33 | 77 | Kalle Koljonen           | Finlandia (FIN)         |
| 34 | 79 | Raul Must                | Estonia (EST)           |
| 35 | 80 | Luka Wraber              | Austria (AUT)           |
| 36 | 81 | Artem Pochtarov          | Ukraina (UKR)           |
| 37 | 87 | Gergely Krausz           | Węgry (HUN)             |
| 38 | 92 | Anuoluwapo Juwon Opeyori | Nigeria (NGR)           |
| 39 | 94 | Timothy Lam              | Stany Zjednoczone (USA) |
| 40 | 97 | Emre Lale                | Turcja (TUR)            |
| 41 | 98 | Abhinav Manota           | Nowa Zelandia (NZL)     |

| QR | WR | Gracz                     | Kraj                    |
| -- | -- | ------------------------- | ----------------------- |
| 1  | 1  | Chen Yufei                | Chiny (CHN)             |
| 2  | 2  | Tai Tzu-ying              | Chińskie Tajpej (TPE)   |
| 3  | 3  | Nozomi Okuhara            | Japonia (JPN)           |
| 4  | 4  | Akane Yamaguchi           | Japonia (JPN)           |
| 5  | 5  | Carolina Marín            | Hiszpania (ESP)         |
| 6  | 6  | Ratchanok Intanon         | Tajlandia (THA)         |
| 7  | 7  | PV Sindhu                 | Indie (IND)             |
| 8  | 8  | Se-young                  | Korea Południowa (KOR)  |
| 9  | 9  | He Bingjiao               | Chiny (CHN)             |
| 10 | 10 | Michelle Li               | Kanada (CAN)            |
| 11 | 12 | Busanan Ongbamrungphan    | Tajlandia (THA)         |
| 12 | 14 | Kim Ga-eun                | Korea Południowa (KOR)  |
| 13 | 17 | Zhang Beiwen              | Stany Zjednoczone (USA) |
| 14 | 19 | Mia Blichfeldt            | Dania (DEN)             |
| 15 | 20 | Gregoria Mariska Tunjung  | Indonezja (INA)         |
| 16 | 23 | Evgeniya Kosetskaya       | Rosja (RUS)             |
| 17 | 24 | Yeo Jia Min               | Singapur (SGP)          |
| 18 | 26 | Soniia Cheah Su Ya        | Malezja (MAS)           |
| 19 | 28 | Kirsty Gilmour            | Wielka Brytania (GBR)   |
| 20 | 31 | Cheung Ngan Yi            | Hongkong (HKG)          |
| 21 | 34 | Neslihan Yiğit            | Turcja (TUR)            |
| 22 | 36 | Qi Xuefei                 | Francja (FRA)           |
| 23 | 41 | Lianne Tan                | Belgia (BEL)            |
| 24 | 43 | Yvonne Li                 | Niemcy (GER)            |
| 25 | 44 | Nguyễn Thùy Linh          | Wietnam (VIE)           |
| 26 | 50 | Sabrina Jaquet            | Szwajcaria (SUI)        |
| 27 | 53 | Thet Htar Thuzar          | Birma (MYA)             |
| 28 | 56 | Ksenia Polikarpova        | Izrael (ISR)            |
| 29 | 59 | Kristin Kuuba             | Estonia (EST)           |
| 30 | 60 | Chen Hsuan-yu             | Australia (AUS)         |
| 31 | 62 | Soraya de Visch Eijbergen | Holandia (NED)          |
| 32 | 63 | Airi Mikkelä              | Finlandia (FIN)         |
| 33 | 64 | Mariya Mitsova            | Bułgaria (BUL)          |
| 34 | 67 | Dorcas Ajoke Adesokan     | Nigeria (NGR)           |
| 35 | 68 | Fabiana Silva             | Brazylia (BRA)          |
| 36 | 70 | Daniela Macías            | Peru (PER)              |
| 37 | 72 | Laura Sárosi              | Węgry (HUN)             |
| 38 | 74 | Martina Repiská           | Słowacja (SVK)          |

| QR | WR | Gracz                    | Kraj                   |
| -- | -- | ------------------------ | ---------------------- |
| 1  | 1  | Marcus Fernaldi Gideon   | Indonezja (INA)        |
| 1  | 1  | Kevin Sanjaya Sukamuljo  | Indonezja (INA)        |
| 2  | 2  | Mohammad Ahsan           | Indonezja (INA)        |
| 2  | 2  | Hendra Setiawan          | Indonezja (INA)        |
| 3  | 3  | Li Junhui                | Chiny (CHN)            |
| 3  | 3  | Liu Yuchen               | Chiny (CHN)            |
| 4  | 4  | Hiroyuki Endo            | Japonia (JPN)          |
| 4  | 4  | Yuta Watanabe            | Japonia (JPN)          |
| 5  | 5  | Takeshi Kamura           | Japonia (JPN)          |
| 5  | 5  | Keigo Sonoda             | Japonia (JPN)          |
| 6  | 7  | Lee Yang                 | Chińskie Tajpej (TPE)  |
| 6  | 7  | Wang Chi-lin             | Chińskie Tajpej (TPE)  |
| 7  | 8  | Choi Sol-gyu             | Korea Południowa (KOR) |
| 7  | 8  | Seo Seung-jae            | Korea Południowa (KOR) |
| 8  | 9  | Aaron Chia               | Malezja (MAS)          |
| 8  | 9  | Soh Wooi Yik             | Malezja (MAS)          |
| 9  | 10 | Satwiksairaj Rankireddy  | Indie (IND)            |
| 9  | 10 | Chirag Shetty            | Indie (IND)            |
| 10 | 11 | Kim Astrup               | Dania (DEN)            |
| 10 | 11 | Anders Skaarup Rasmussen | Dania (DEN)            |
| 11 | 21 | Marcus Ellis             | Wielka Brytania (GBR)  |
| 11 | 21 | Chris Langridge          | Wielka Brytania (GBR)  |
| 12 | 22 | Mark Lamsfuß             | Niemcy (GER)           |
| 12 | 22 | Marvin Emil Seidel       | Niemcy (GER)           |
| 13 | 23 | Vladimir Ivanov          | Rosja (RUS)            |
| 13 | 23 | Ivan Sozonov             | Rosja (RUS)            |
| 14 | 34 | Jelle Maas               | Holandia (NED)         |
| 14 | 34 | Robin Tabeling           | Holandia (NED)         |
| 15 | 35 | Jason Ho-shue            | Kanada (CAN)           |
| 15 | 35 | Nyl Yakura               | Kanada (CAN)           |
| 16 | 44 | Godwin Olofua            | Nigeria (NGR)          |
| 16 | 44 | Anuoluwapo Juwon Opeyori | Nigeria (NGR)          |

| QR | WR | Gracz                    | Kraj                   |
| -- | -- | ------------------------ | ---------------------- |
| 1  | 1  | Yuki Fukushima           | Japonia (JPN)          |
| 1  | 1  | Sayaka Hirota            | Japonia (JPN)          |
| 2  | 2  | Chen Qingchen            | Chiny (CHN)            |
| 2  | 2  | Jia Yifan                | Chiny (CHN)            |
| 3  | 3  | Mayu Matsumoto           | Japonia (JPN)          |
| 3  | 3  | Wakana Nagahara          | Japonia (JPN)          |
| 4  | 4  | Lee So-hee               | Korea Południowa (KOR) |
| 4  | 4  | Shin Seung-chan          | Korea Południowa (KOR) |
| 5  | 5  | Kim So-yeong             | Korea Południowa (KOR) |
| 5  | 5  | Kong Hee-yong            | Korea Południowa (KOR) |
| 6  | 7  | Du Yue                   | Chiny (CHN)            |
| 6  | 7  | Li Yinhui                | Chiny (CHN)            |
| 7  | 8  | Greysia Polii            | Indonezja (INA)        |
| 7  | 8  | Apriyani Rahayu          | Indonezja (INA)        |
| 8  | 13 | Jongkolphan Kititharakul | Tajlandia (THA)        |
| 8  | 13 | Rawinda Prajongjai       | Tajlandia (THA)        |
| 9  | 14 | Gabriela Stoeva          | Bułgaria (BUL)         |
| 9  | 14 | Stefani Stoeva           | Bułgaria (BUL)         |
| 10 | 15 | Chow Mei Kuan            | Malezja (MAS)          |
| 10 | 15 | Lee Meng Yean            | Malezja (MAS)          |
| 11 | 16 | Maiken Fruergaard        | Dania (DEN)            |
| 11 | 16 | Sara Thygesen            | Dania (DEN)            |
| 12 | 17 | Chloe Birch              | Wielka Brytania (GBR)  |
| 12 | 17 | Lauren Smith             | Wielka Brytania (GBR)  |
| 13 | 20 | Selena Piek              | Holandia (NED)         |
| 13 | 20 | Cheryl Seinen            | Holandia (NED)         |
| 14 | 22 | Rachel Honderich         | Kanada (CAN)           |
| 14 | 22 | Kristen Tsai             | Kanada (CAN)           |
| 15 | 24 | Setyana Mapasa           | Australia (AUS)        |
| 15 | 24 | Gronya Somerville        | Australia (AUS)        |
| 16 | 38 | Doha Hany                | Egipt (EGY)            |
| 16 | 38 | Hadia Hosny              | Egipt (EGY)            |

| QR | WR | Gracz                    | Kraj                   |
| -- | -- | ------------------------ | ---------------------- |
| 1  | 1  | Zheng Siwei              | Chiny (CHN)            |
| 1  | 1  | Huang Yaqiong            | Chiny (CHN)            |
| 2  | 2  | Wang Yilü                | Chiny (CHN)            |
| 2  | 2  | Huang Dongping           | Chiny (CHN)            |
| 3  | 3  | Dechapol Puavaranukroh   | Tajlandia (THA)        |
| 3  | 3  | Sapsiree Taerattanachai  | Tajlandia (THA)        |
| 4  | 4  | Praveen Jordan           | Indonezja (INA)        |
| 4  | 4  | Melati Daeva Oktavianti  | Indonezja (INA)        |
| 5  | 5  | Yuta Watanabe            | Japonia (JPN)          |
| 5  | 5  | Arisa Higashino          | Japonia (JPN)          |
| 6  | 6  | Seo Seung-jae            | Korea Południowa (KOR) |
| 6  | 6  | Chae Yoo-jung            | Korea Południowa (KOR) |
| 7  | 7  | Chan Peng wkrótce        | Malezja (MAS)          |
| 7  | 7  | Goh Liu Ying             | Malezja (MAS)          |
| 8  | 8  | Hafiz Faizal             | Indonezja (INA)        |
| 8  | 8  | Gloria Emanuelle Widjaja | Indonezja (INA)        |
| 9  | 9  | Tang Chun Man            | Hongkong (HKG)         |
| 9  | 9  | Tse Ying Suet            | Hongkong (HKG)         |
| 10 | 10 | Marcus Ellis             | Wielka Brytania (GBR)  |
| 10 | 10 | Lauren Smith             | Wielka Brytania (GBR)  |
| 11 | 14 | Robin Tabeling           | Holandia (NED)         |
| 11 | 14 | Selena Piek              | Holandia (NED)         |
| 12 | 15 | Thom Gicquel             | Francja (FRA)          |
| 12 | 15 | Delphine Delrue          | Francja (FRA)          |
| 13 | 16 | Mark Lamsfuß             | Niemcy (GER)           |
| 13 | 16 | Isabel Herttrich         | Niemcy (GER)           |
| 14 | 29 | Joshua Hurlburt-Yu       | Kanada (CAN)           |
| 14 | 29 | Josephine Wu             | Kanada (CAN)           |
| 15 | 44 | Adham Hatem Elgamal      | Egipt (EGY)            |
| 15 | 44 | Doha Hany                | Egipt (EGY)            |
| 16 | 48 | Simon Leung              | Australia (AUS)        |
| 16 | 48 | Gronya Somerville        | Australia (AUS)        |

## Podsumowanie
| NOC                                     | Mężczyźni | Mężczyźni | Kobiety | Kobiety | Mieszany | Całkowity | Całkowity |
| NOC                                     | Syngiel   | Debel     | Syngiel | Debel   | Debel    | Kwoty     | Sportowcy |
| --------------------------------------- | --------- | --------- | ------- | ------- | -------- | --------- | --------- |
| Japonia                                 | 1         |           | 1       |         |          | 2         | 2         |
| TBD                                     | 37+       | 16        | 37+     | 16      | 16       | 122+      | 170       |
| Razem: ?? Narodowe Komitety Olimpijskie | 38+       | 16        | 38+     | 16      | 16       | 124+      | 172       |

1. System kwalifikacji. Zarchiwizowane z oryginalnego (PDF) w dniu 2018-07-19.
2. "Wyścig do Tokio - kwalifikacja olimpijska BWF - Gra pojedyncza mężczyzn" .
3. "Wyścig do Tokio - kwalifikacja olimpijska BWF - Single kobiet"
4. "Wyścig do Tokio - kwalifikacja olimpijska BWF - Dwójki mężczyzn" .
5. "Wyścig do Tokio - kwalifikacja olimpijska BWF - Gra podwójna kobiet" .
6. "Wyścig do Tokio - kwalifikacja olimpijska BWF - Gra mieszana" .